# أنو ستاوروس (ثيسالونيكي)
أنو ستاوروس (Άνω Σταυρός) هي مدينة في ثيسالونيكي في مقاطعة فوريا إلادا في اليونان.
يبلغ عدد سكانها حوالي 1766 نسمة.